# Marcellin Marbot

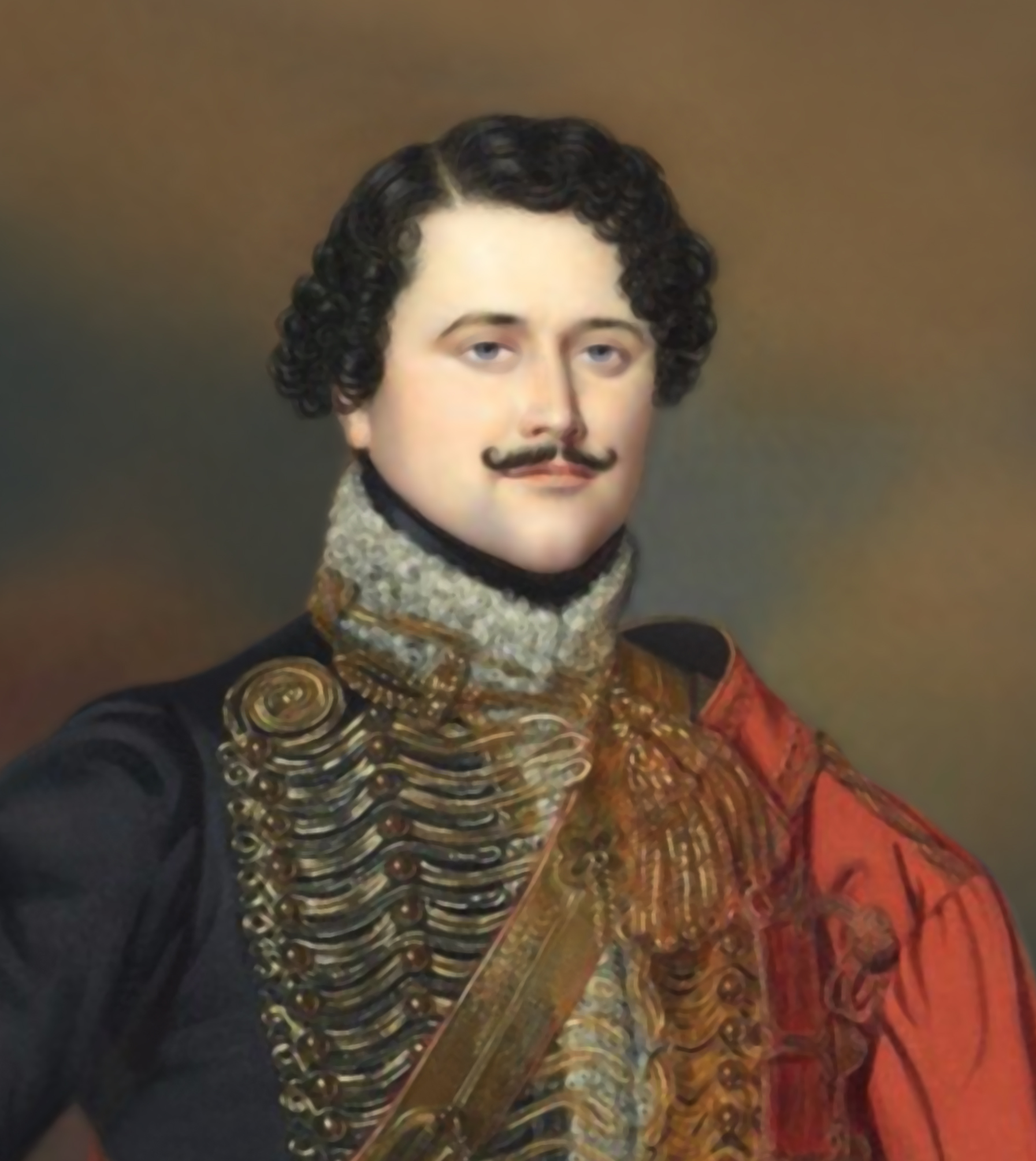
Marcellin Marbot im Jahre 1815

Jean-Baptiste Antoine Marcelin Marbot, bekannt als Marcellin Marbot (Aussprache: [maʁsølɛ̃ maʁbo]; * 18. August 1782 in Altillac; † 16. November 1854 in Paris), war ein französischer Lieutenant-général (Divisionsgeneral). Sein Vater war General Jean-Antoine Marbot (1754–1800). Sein älterer Bruder Adolphe Marbot (1781–1844) war ebenfalls General.

## Leben

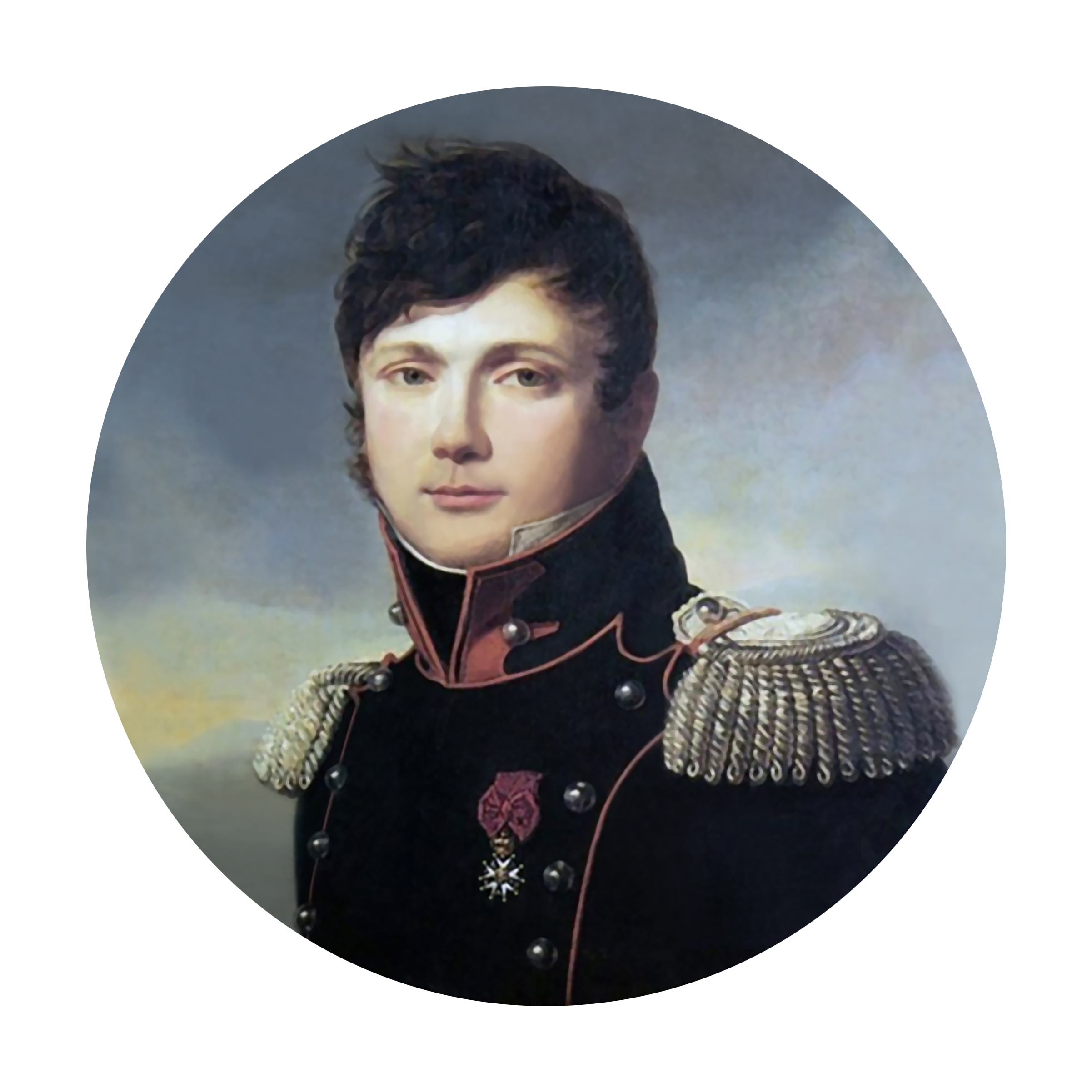
Oberst Marbot im Jahre 1812

Marbot schloss sich 1799 während der Herrschaft Napoléon Bonapartes der französischen Armee als Freiwilliger an und wurde schnell zum Offizier befördert. Er war Adjutant von Marschall Augereau. Als solcher nahm er am 4. Koalitionskrieg (1806–1807) teil. In den Jahren 1808 bis 1811 wurde er im Krieg auf der Pyrenäenhalbinsel eingesetzt. Meriten erwarb er sich während des Russlandfeldzuges 1812. Während der Herrschaft der Hundert Tage 1814 wurde er von Napoléon zum Brigadegeneral befördert und nahm an der Schlacht bei Waterloo teil.
Mit Beginn der Zweiten Restaurationszeit musste er ins Exil gehen und konnte erst 1819 wieder nach Frankreich zurückkehren. Seine enge Bekanntschaft mit Louis-Philippe, dem Herzog von Orléans sicherte ihm wichtige militärische Positionen. Während des Königtums Louis-Philippes ab 1830 wurde er zum Maréchal de camp (Brigadegeneral) befördert, 1836 zum Lieutenant-général (Divisionsgeneral). Im Jahre 1845 wurde er zum Pair von Frankreich ernannt. Drei Jahre später zog er sich nach dem Sturz Louis Philippes ins Privatleben zurück.

## Memoiren

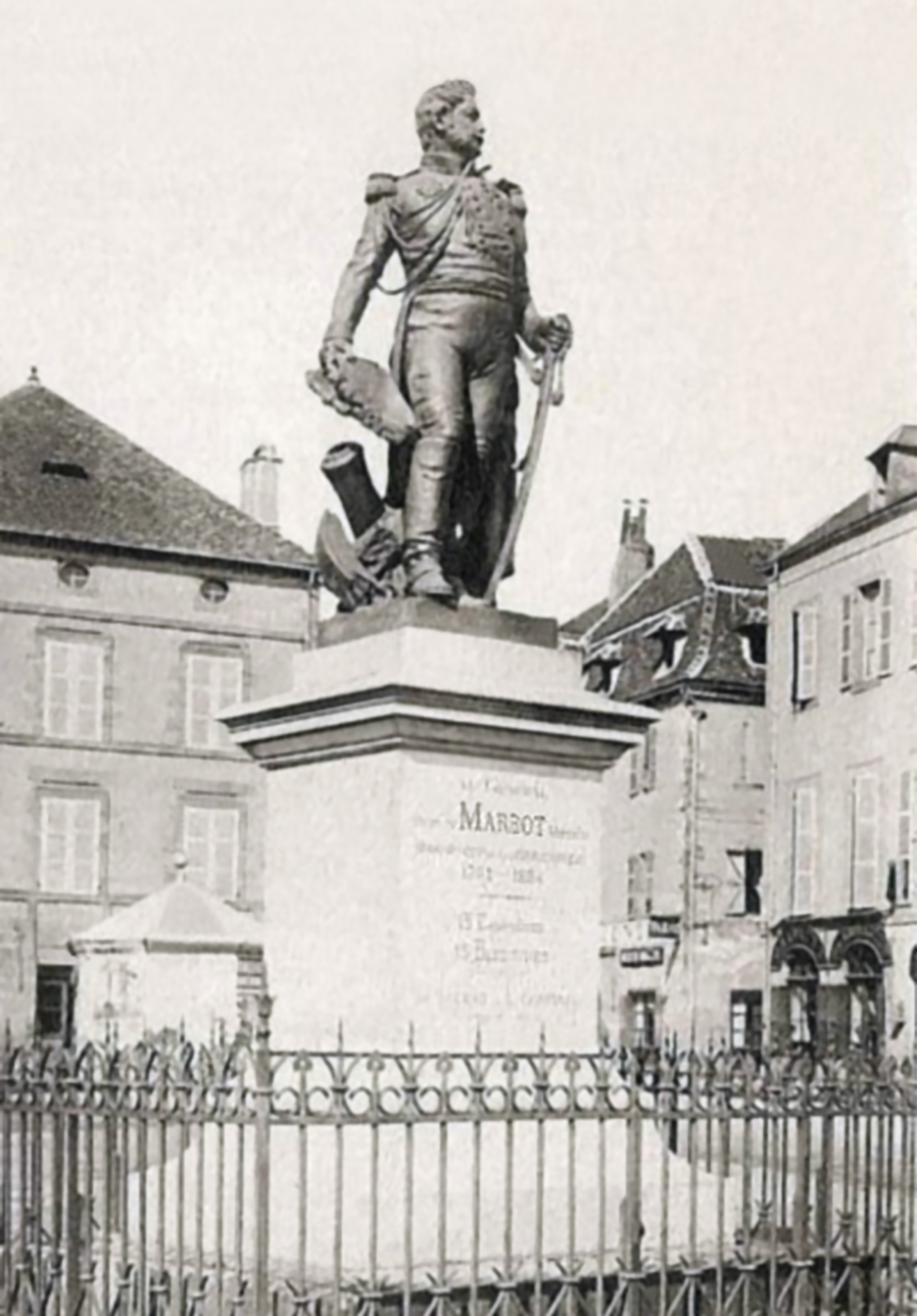
Statue von General Marbot in Beaulieu-sur-Dordogne

Marbot schrieb zwei Flugschriften Remarques critiques sur l’ouvrage de M. le lieutenant-général Rogniat, intitulé: Considérations sur l’art de la guerre (1820)
und De la nécessité d’augmenter les forces militaires de la France; moyen de le faire au meilleur marché possible (1825). Seine Bekanntheit beruht allerdings auf seinen erst 1891 in Frankreich publizierten Memoiren Mémoires du Général Baron de Marbot, die auf Deutsch erstmals 1899 vorlagen. Er gewährt darin einen Einblick in das Militärwesen der napoleonischen Zeit. In seinem an Frau und Kinder gerichteten Vorwort schrieb er:

„Ich bin häufig in persönliche Berührungen mit Napoleon gekommen; ich habe im Generalstab von fünf seiner berühmtesten Marschälle: Bernadotte, Augereau, Murat, Lannes und Masséna Adjutantendienste getan; ich habe alle hervorragenden Personen der damaligen Zeit gekannt. Es wird mein Bestreben sein, in meinen Erinnerungen mehr das persönlich Erlebte hervortreten zu lassen, als die geschichtlichen Ereignisse zu schildern; insbesondere aber werde ich mich bemühen, daß nicht immer gerechte Urteil über diejenigen Männer zu berichtigen, denen ich näher getreten bin. Neben Tatsachen von großer politischer Bedeutung werde ich Veranlassung haben, heitere und abenteuerliche Vorfälle zu erzählen und alles so schlicht vorzutragen, wie es sich für eine der eigenen Familie gewidmete Erzählung ziemt.“

## Ehrungen
- Ehrenlegion: Ritter (1808)
- Ehrenlegion: Offizier (1813)
- Orden von Saint-Louis: Ritter (1827)
- Ehrenlegion: Kommandeur (1831)
- Leopoldsorden: Kommandeur (1833)
- Ehrenlegion: Großoffizier (1836)
- Orden der Eichenkrone: Großkreuz (1842)

## Trivia
Marcellin Marbot taucht als literarische Figur im Band Das magische Labyrinth aus dem Flusswelt-Zyklus des Schriftstellers und Science-Fiction-Autors Philip José Farmer auf.